# Theo Spierings
Theo Spierings (Beek en Donk, 7 september 1935) was een profvoetballer van HVV Helmond, SHS en Helmondia '55 en voormalig voetbaltrainer.

## Loopbaan
Op 19-jarige leeftijd maakte Spierings samen met ploeggenoot Willy van Neerven in 1955 voor een gezamenlijke transfersom van 3600 gulden de overstap van amateurclub Sparta '25 naar de naburige profclub HVV Helmond. Daar groeide hij uit tot een veel scorende midvoor, waardoor hij in de belangstelling kwam te staan van meerdere clubs. 
Op 4 juni 1959 liep hij een gebroken middenvoetsbeentje op in een oefenduel met het Nederlands jeugdelftal tegen een Fries elftal.
Daardoor verscheen hij met zijn voet in het gips bij zijn nieuwe club SHS dat 65.000 gulden voor hem had neergeteld. Op 6 december 1959 brak de dure aankoop zijn been in een wedstrijd tegen DHC. SHS vond tijdens zijn absentie in Jan Dahrs een opvolger voor de spitspositie en na afloop van het seizoen keerde Spierings terug naar Helmond, waar hij nu een contract tekende bij stadsrivaal Helmondia '55. Ook daar wist de aanvaller regelmatig het net te vinden. In 1964 vertrok de inwoner van Lieshout naar de plaatselijke amateurclub ELI om er speler-trainer te worden. Nadien was hij ook nog bij diverse Noord-Brabantse amateurverenigingen werkzaam als trainer.

## Profstatistieken
| Seizoen | Club          | Land      | Competitie       | Duels | Goals |
| ------- | ------------- | --------- | ---------------- | ----- | ----- |
| 1955/56 | HVV Helmond   | Nederland | Eerste klasse B  | ??    | 9     |
| 1956/57 | HVV Helmond   | Nederland | Eerste divisie B | ??    | 15    |
| 1957/58 | HVV Helmond   | Nederland | Eerste divisie A | ??    | 16    |
| 1958/59 | HVV Helmond   | Nederland | Eerste divisie A | ??    | 24    |
| 1959/60 | SHS           | Nederland | Eerste divisie B | ??    | 9     |
| 1960/61 | Helmondia '55 | Nederland | Eerste divisie A | ??    | 20    |
| 1961/62 | Helmondia '55 | Nederland | Tweede divisie   | ??    | 13    |
| 1962/63 | Helmondia '55 | Nederland | Tweede divisie B | ??    | 0     |
| 1963/64 | Helmondia '55 | Nederland | Tweede divisie B | ??    | 14    |
| Totaal  | Totaal        | Totaal    | Totaal           | ???   | 120   |